# Sanyo
Sanyo Electric Co. Ltd. (en japonés: 三洋電機株式会社 San'yō Denki Kabushiki-gaisha?, tres océanos) TYO: 6764, NASDAQ: SANYO) es una compañía electrónica japonesa cuya sede central se encuentra localizada en la ciudad de Moriguchi, prefectura de Osaka. Situada en medio de la zona comercial, y cuya planta en Tokio se encuentra en Oizumi, prefectura de Gunma, Japón.

## Historia
Sanyo fue fundada en 1947 por Toshio Iue, cuñado de Konosuke Matsushita, el fundador de Panasonic y constituida en 1950. El nombre de la compañía San'yō 三洋 significa «tres océanos», refiriéndose a la ambición del fundador por vender sus productos en todo el mundo, cruzando el Pacífico, Atlántico e Índico.
En julio de 2010, Panasonic anunció que había llegado a un acuerdo con Sanyo Electric Co. Ltd. para convertir Sanyo en una subsidiaria, propiedad al 100%, de Panasonic, a partir de abril del 2011, y que la marca Sanyo continuaría para ser usada en determinadas áreas de negocio y regiones del mundo.

### SigloXX

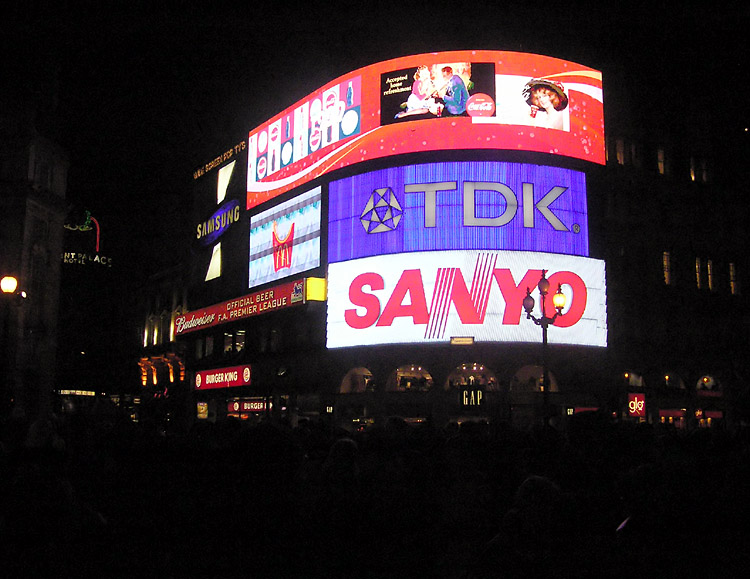
Logotipo de Sanyo en neón de Piccadilly Circus de Londres.

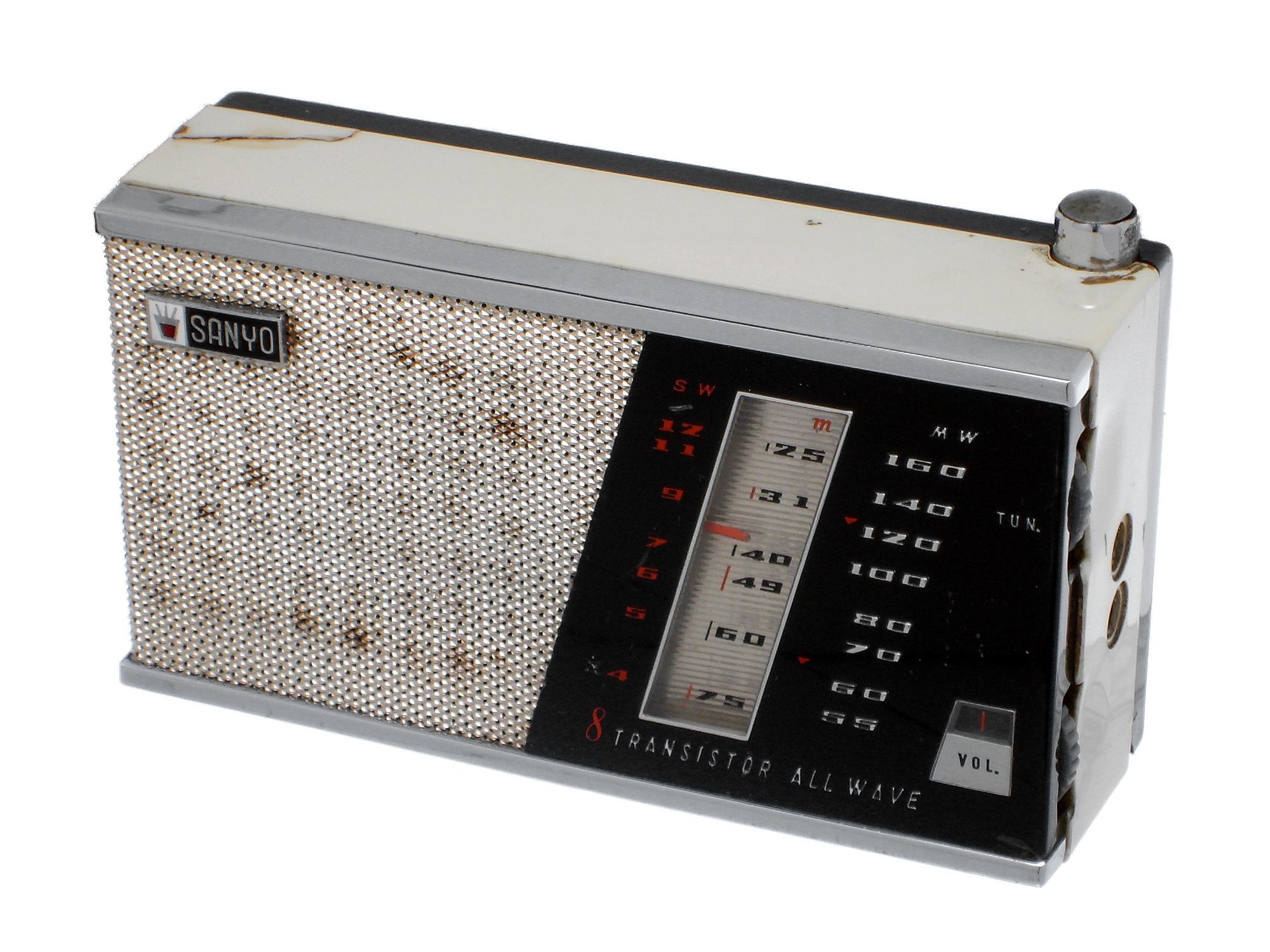
Radio de transistores modelo 8S-P3, lanzada en 1959.

Sanyo empezó como fabricante de lámparas para bicicletas. En 1952 hicieron la primera radio de plástico y en 1954 hicieron la primera lavadora de tipo pulsador.
Sanyo inició sus operaciones en España durante la década de 1960, bajo un acuerdo de distribución de productos importados; más tarde mediante la cesión de patentes para la fabricación local de productos de marca Sanyo, y finalmente instalando su propia fábrica en Tudela, Navarra. Además de los aparatos de televisión y grabadores de vídeo Sanyo es bien conocida por sus radio-casetes, omnipresentes en las décadas de 1970 y sobre todo 1980. Son de destacar los modelos de la serie M, conocidos por su gran fiabilidad, robustez mecánica y calidad de recepción, rivalizando así con los aparatos alemanes de la época y desplazándolos de la posición de predominancia en el mercado, que hasta entonces ostentaban.
Tecnológicamente hablando, Sanyo tenía buenos lazos con Sony, soportando el formato de vídeo Betamax, propiedad de Sony, desde su invención hasta mediados de los años 1980 (el reproductor de vídeo más vendido en Gran Bretaña en 1983 fue el Sanyo VTC5000). Luego adoptaría el exitoso formato para las videocámaras, el Video8. Más tarde, Sanyo y Sony tuvieron discrepancias tecnológicas, ya que Sanyo apoyaba el formato HD DVD y Sony su formato Blu-ray Disc.

### SigloXXI

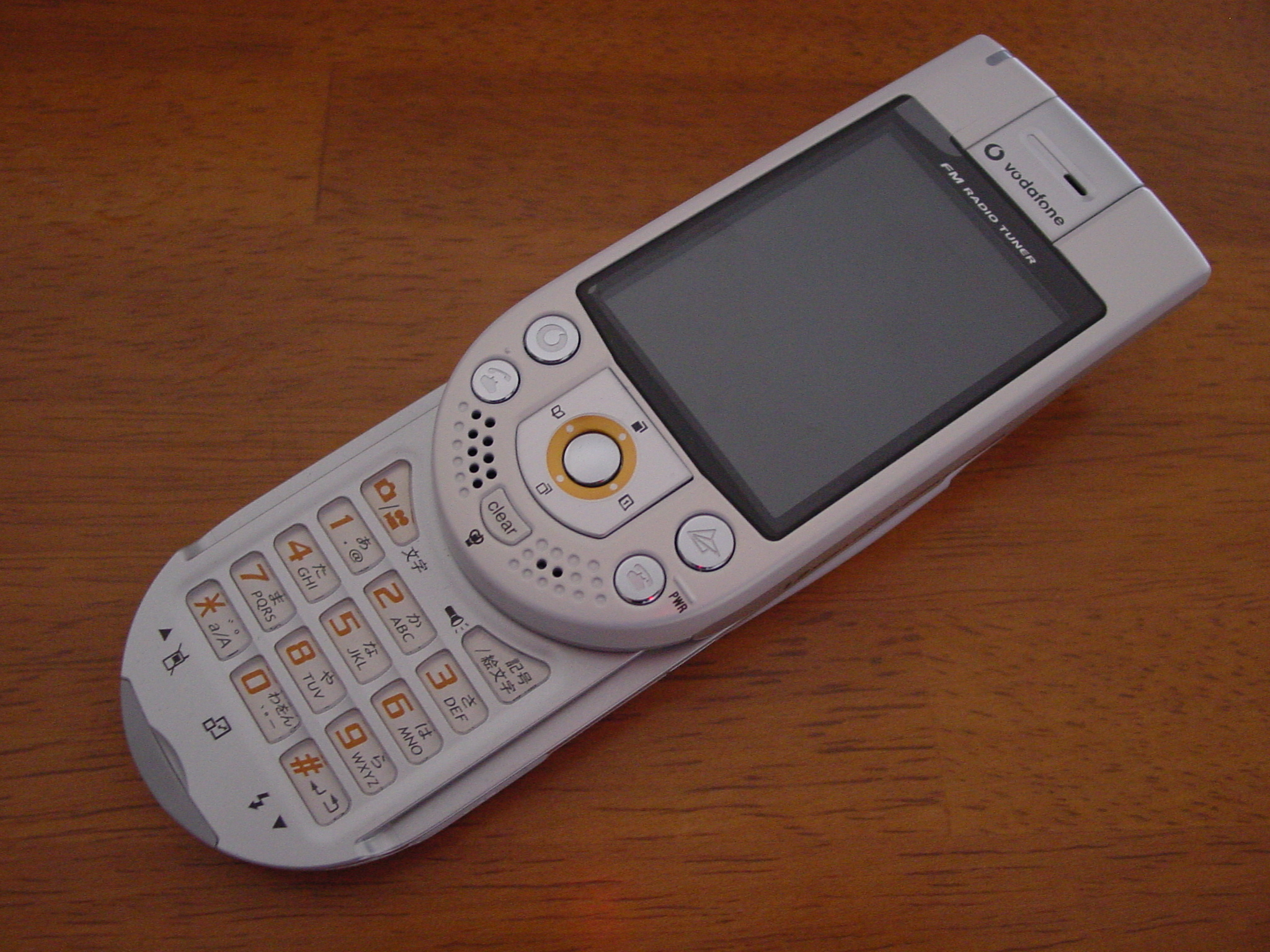
Sanyo V401SA para Vodafone Japón

Sanyo fabrica CDMA para teléfonos móviles exclusivamente para la corporación Sprint-Nextel. Sanyo recibió el premio J.D. Power and Associates por tener el nivel medio más alto en móviles, siendo 8 de los móviles más populares durante tres años consecutivos. Sin embargo, en 2005 Sanyo perdió esta posición con LG y en 2006 anunció una nueva compañía, copropietaria por Sanyo y Nokia que fabricará CDMA para teléfonos móviles de otras marcas.
A causa del terremoto de Chuetsū de 2004, la planta de semiconductores de Sanyo fue severamente dañada, produciendo como resultado una gran pérdida financiera al final de este año. En 2005 la compañía anunció una reestructuración de plantilla. Los resultados financieros del tercer cuatrimestre mostraban un beneficio de 56 millones de dólares. 
A final de 2009 Panasonic compró la empresa, quedándose con el control de Sanyo.

## Patrocinios

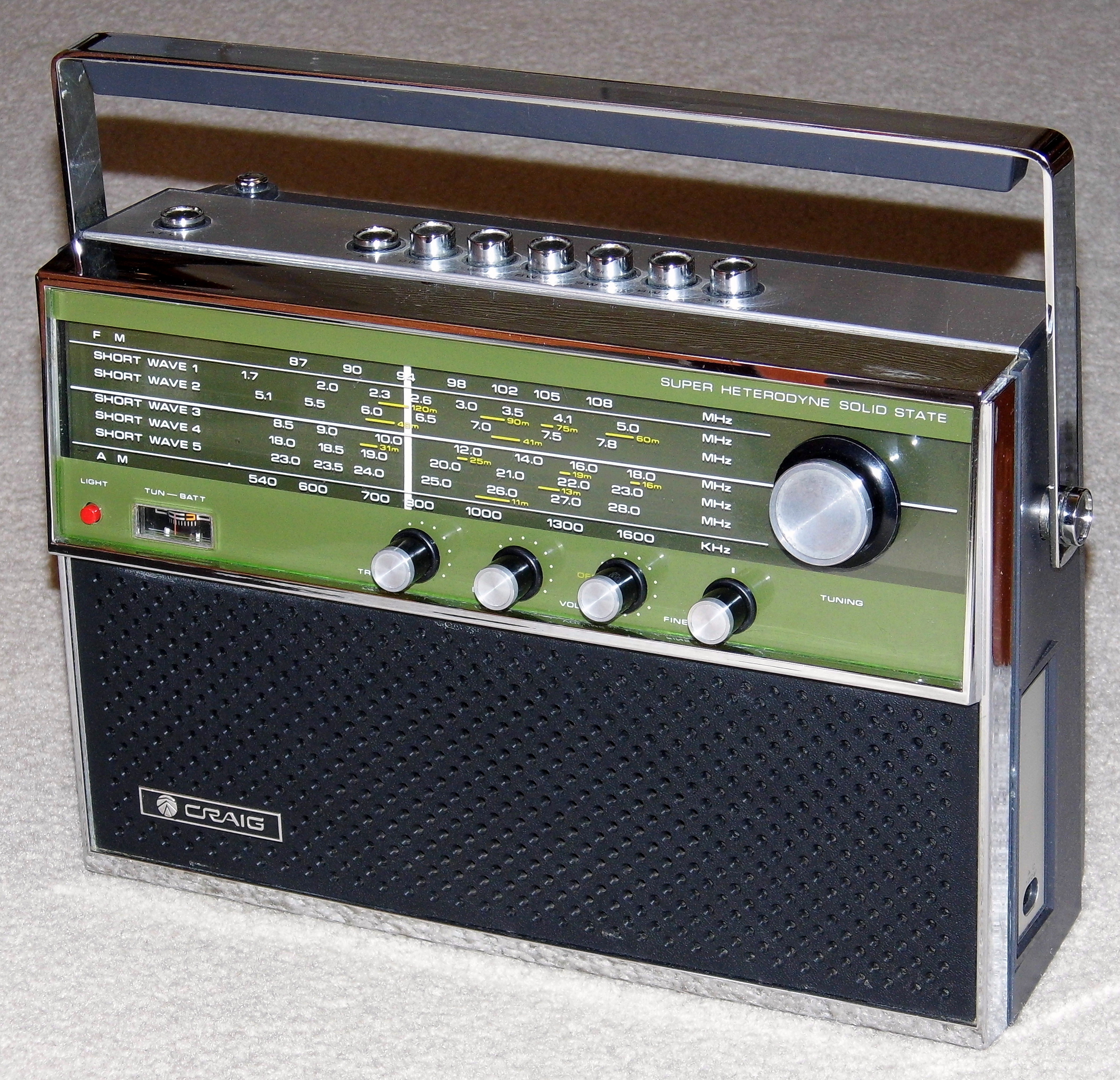
Craig Multi-Band 一 Model 1306

- Herediano (1985–1986)
- River Plate (1992–1995)
- Coritiba (1995–1999)